# Cleome rubelloides
Cleome rubelloides là một loài thực vật có hoa trong họ Màng màng. Loài này được Kers mô tả khoa học đầu tiên năm 1970.